# Richard Bergmann (Philologe)
Richard Bergmann (vollständiger Name Wilhelm Richard Bergmann, * 17. April 1821 in Ober-Neusulza, Thüringen; † 24. Dezember 1870 in Palermo, Sizilien) war ein deutscher Epigraphiker und Gymnasiallehrer.

## Leben und Werk
Bergmann besuchte ab 1834 die Landesschule Pforta und studierte ab dem Sommersemester 1841 Klassische Philologie an der Universität Jena. Zum Wintersemester 1841/1842 wechselte er an die Berliner Universität, wo ihn insbesondere August Boeckh und Karl Gottlob Zumpt beeinflussten. Am 26. Januar 1846 wurde er mit einer Studie über die römische Provinz Asia zum Dr. phil. promoviert. Seine Opponenten waren Karl Bernhard Stark, Maximilian Sengebusch  (1820–1881) und Adolf Kirchhoff. Nach dem Probejahr (1846/1847) unterrichtete Bergmann als Hilfslehrer am Friedrichswerderschen Gymnasium in Berlin. 
1850 wechselte er nach Luckau, wo er provisorisch die Geschäfte des Direktors und des Subrektors leitete. Er unterrichtete dort außerdem die Prima und gab in der Sekunda Latein, Griechisch, Deutsch und Geschichte. Zum 1. Oktober 1852 ging er als Vertretungslehrer nach Neuruppin und zum 1. April 1853 als Konrektor (1855 Prorektor) an das Vereinigte Alt- und Neustädtische Gymnasium in Brandenburg an der Havel. Während der Jahre in Brandenburg nahm Bergmann mehrmals Urlaub, den er teilweise zu Forschungsreisen im Mittelmeerraum nutzte. Er veröffentlichte Inschriften aus Italien und Griechenland. 
Aus gesundheitlichen Gründen zog er sich am 11. Mai 1870 vom Schuldienst zurück, ließ sich zunächst beurlauben und beantragte dann, als keine Besserung in Sicht war, seine Entlassung in den Ruhestand, die ihm zum 1. April 1871 gewährt wurde. Den Sommer verbrachte Bergmann in Reichenhall, im Herbst ging er nach Italien, wo er am Heiligabend 1870 seinem Leiden erlag.
Bergmanns Forschungsschwerpunkte waren die griechischen Inschriften Italiens und Griechenlands. Außer seinen Inschrifteneditionen und Studien zur antiken Verwaltungsgeschichte widmete er sich auch griechischen Handschriftenstudien. Im Herbst 1865 verbrachte er zwei Monate auf der griechischen Insel Patmos, um die dortige Diodor-Handschrift zu kollationieren. Eine Probe seiner Ergebnisse veröffentlichte er 1867. Nach seiner Rückkehr untersuchte er außerdem die älteste Diodor-Handschrift, den Codex Vindobonensis suppl. gr. 74 (heute Neapolitanus suppl. gr. 4). Nach seinem Tod wurden Bergmanns Kollationen von Friedrich Vogel und Curt Theodor Fischer für die neue kritische Diodor-Ausgabe verwendet (erschienen Leipzig 1888–1906). Weitere Forschungs- und Bildungsreisen führten Bergmann außerdem nach Venedig (1855), Ägypten und Palästina (1865/1866).

## Schriften (Auswahl)
- De Asia Romanorum provincia. Berlin 1846 (Dissertation)
- De inscriptione Latina ad P. Sulpicium Quirinum Cos. anni 742 U. C., ut videtur, referenda. Berlin 1851
- De Asiae Romanorum provinciae civitatibus liberis. Part. I. Brandenburg 1855 (Schulprogramm)
- De inscriptione Cretensi inedita. Brandenburg 1861 (Schulprogramm)
- Diodori Siculi libri XI capita 1–12 e codice Patmio edita. Brandenburg 1867 (Schulprogramm)